# Rumänische Eishockeynationalmannschaft der Frauen
Die rumänische Eishockeynationalmannschaft der Frauen ist die nationale Eishockey-Auswahlmannschaft Rumäniens im Fraueneishockey. Nach der Weltmeisterschaft 2022 liegt die Mannschaft auf dem 40. Rang der IIHF-Weltrangliste.

## Geschichte
Bei der Weltmeisterschaft 2001 gab die rumänische Frauennationalmannschaft ihr WM-Debüt, als sie in der Qualifikation für die Division II den fünften Platz belegte und somit im nächsten Jahr an der neu gegründeten Division III teilnahm. Aus dieser stieg die Nationalmannschaft bei der WM 2004 in die Division IV ab.
Nachdem 2009 in den unteren Divisionen kein Spielbetrieb stattfand und im Olympiajahr 2010 ohnehin keine Frauen-WM stattfand, bestritten die Rumäninnen bei der WM 2011 erstmals seit drei Jahren wieder ein WM-Spiel. Derzeit spielen sie in der Division III.

## Platzierungen bei Weltmeisterschaften
- 2001 – 5. Platz Gruppe A, Division II-Qualifikation
- 2003 – 6. Platz Division III
- 2004 – 5. Platz Division III
- 2005 – 3. Platz Division IV
- 2007 – 2. Platz Division IV
- 2008 – 3. Platz Division IV
- 2011 – 4. Platz Division IV
- 2016 – 1. Platz Qualifikation zur Division IIB (Aufstieg in die Division IIB)
- 2017 – 6. Platz Division IIB
- 2018 – 6. Platz Division IIB
- 2019 – 6. Platz Division IIB (Abstieg in die Division III)
- 2020 – 3. Platz, Division III
- 2021 – keine Austragung wegen der COVID-19-Pandemie
- 2022 – keine Teilnahme wegen der COVID-19-Pandemie
- 2023 – 4. Platz, Division IIIA
- 2024 – 2. Platz, Division IIIA
- 2025 – 4. Platz, Division IIIA